# Shaun Sipos
Shaun Sipos (30 de octubre de 1981, Victoria, Columbia Británica, Canadá) es un actor del cine y televisión canadiense.

## Carrera
Interpretó a Jack, un chico de 17 años de edad, que aspira en estar en una banda, en la serie de comedia Complete Savages. Ha tenido roles en Maybe It's Me, Smallville, ER, CSI: Miami y Black Sash. 
En películas: Comeback Season, Skulls 3, Destino Final 2, Baby Geniuses y The Grudge 2. Está trabajando en una nueva película, Lost Dream, así como también en Lost Boys: The Tribe. 
Su papel más destacado es en la serie Melrose Place (2009).

## Filmografía
- The Vampire Diaries[1] (2013) Aaron, un universitario atormentado por el recuerdo de haber vivido oscuras tragedias familiares.
- Texas Chainsaw 3D (2013) Darryl
- The Remaining (2013) Jack
- Life Unexpected (2010) Profesor Eric Daniels, en la segunda temporada, con lío amoroso con la protagonista.
- Rampage (2009) Evan Drince.
- Melrose Place (2009) / Melrose Place 2.0 David Patterson, hijo del Dr. Michael Mancini.
- The Grudge 2 (2006) .... Michael.
- Comeback Season (2006) .... Skylar Eckerman.
- The Tiger Team (2006) .... Patrick.
- CSI: Miami .... Gabe Hammond / .... (1 episodio, 2005).
- Complete Savages .... Jack Savage (2004-2005).
- Superbabies: Baby Geniuses 2 (2004) .... Brandon.
- Black Sash .... Julian (2 episodios, 2003).
- Smallville .... Travis (1 episodio, 2003).
- Destino final 2 (2006) .... Frankie Arnold.
- The Skulls 3 (2003) .... Ethan Rawlings.
- Maybe It's Me .... Nick Gibson (9 episodios, 2001).
- Special Unit 2 .... Tío joven (1 episodio, 2001).
- Aka SU2 (USA: promotional abbreviation) .... Tío joven.